# LIN28B
O homólogo Lin-28 B é uma proteína que em humanos é codificada pelo gene LIN28B..

## Função
A proteína codificada por este gene pertence à família lin-28, que é caracterizada pela presença de um domínio de choque frio e um par de domínios de dedo de zinco CCHC.